# 中谷芙二子
中谷 芙二子（なかや ふじこ、1933年5月15日 - ）は、日本の芸術家。その作風から「霧の彫刻家」の別名を持ち、人工の霧を使った『霧の彫刻』と呼ばれる作品群や、メディア・アートの活動で知られる。自然環境と人間の関係、メディア環境と人間の関係などをテーマとしている。
1970年の日本万国博覧会（ペプシ館）での制作をきっかけに、50年以上にわたり世界各地で霧の彫刻を発表して第一人者となった。ビデオ・アートの黎明期である1970年代から映像作品を制作し、日本初のビデオ・アート専門ギャラリーを設立してビデオ作家を支援した。芸術家と科学者のコラボレーションをするE.A.T.のメンバーとして関わったイベントは、インターネットに先駆けた試みとして評価されている。
物理学者・随筆家の中谷宇吉郎は父親にあたる。2015年5月1日設立の一般財団法人中谷宇吉郎記念財団の代表理事を務める。

## 略歴
北海道札幌市に生まれる。日本女子大学附属高等学校を卒業後は、宇吉郎の仕事の関係でアメリカ合衆国のイリノイ州で暮らした。ノースウェスタン大学美術科を1957年に卒業し、パリとマドリッドで絵画を学ぶ。ヨゼフ・アルバースの色彩や構成を学んだり、細胞分裂や植物の構造などの有機体の構造をモデルにして制作を行った。この時期の油絵作品は、1960年のシカゴのシャーマン・アートギャラリーでの二人展や、1962年の東京画廊で展示された。
再び日本で暮らすようになった1964年に、マース・カニンガムバレエ団とともに来日した芸術家のロバート・ラウシェンバーグと音楽家のデイヴィッド・チューダーに出会う。2人の仲介で、中谷はエンジニアのビリー・クルーヴァーのコーディネーター兼通訳となった。1966年には、ニューヨークで開催された『九つの夕べ - 演劇とエンジニアリング』でパフォーマンスに参加した。同年には、クルーヴァーやラウシェンバーグらが設立した芸術家と科学者のコラボレーション組織であるExperiments in Art and Technology（E.A.T.）のメンバーとなった。1969年から万国博覧会のペプシ館のデザインチームとなり、『霧の彫刻』を初めて発表した。
1970年代から1980年にかけては、国を越えたメディア・アートのイベント参加やビデオ・アートの制作を始めたほか、芸術家グループや支援団体の設立に関わった。ビデオ・アートのギャラリーや、ビデオ作品の配給などをする法人としてプロセス・アート設立などを行なった。1990年代には公共空間で『霧の彫刻』の制作を多数行い、他分野の芸術家とのコラボレーションも増加した。
2018年からは、中谷宇吉郎雪の科学館を保有する石川県加賀市と、中谷宇吉郎記念財団との協働プロジェクトとして、「かがく宇かん」を開始した。「科学の心」「環境は知性である。」「学ぶ力を学ぶ」をコンセプトとする研究教育事業で、2017年から岡崎乾二郎をディレクターに準備室を立ち上げ、中谷は名誉フェローを務める。日本初の大規模な個展として、2018年10月27日から2019年1月20日に水戸芸術館現代美術ギャラリーで「霧の抵抗」展が開催された。

## 作品・プロジェクト
中谷の作品の特徴として、プロセスへの注目、自然環境や技術と人間の関係、芸術へのインフラストラクチャーの活用などがある。自然環境との関係は、霧の彫刻のシリーズとして表現された。中谷は自然環境の問題と同様に、メディア・エコロジーの問題が重要であると考えており、メディア・アートをはじめとする活動として結実した。
中谷の着想には、父の宇吉郎の研究姿勢も影響を与えている。宇吉郎は、自然を認識する際に重要なのは不完全性や不均一性であり、分類や図式的理解ではないと考えていた。当初、中谷は絵画に用いた物質が変質していく点に注目し、腐敗や物質崩壊のプロセスを作品に取り込む試みをした。コンポジションに対する呼称として、中谷は自らの作品をデコンポジションと名付けた。デコンポージング・シリーズの第1作は『Autumn』（1957年）であり、1950年代から1960年代にかけて制作された。やがて中谷は、常に変化する雲や霧に関心を向けるようになった。

### 霧の彫刻
中谷は人工の霧を芸術作品として発表しており、「霧の彫刻家」とも呼ばれる。霧は環境に敏感な媒体であり、人々が自然に対して敏感になることを中谷は望んでいる。アーティストの考えを反映する形状ではなく、またそれまでの彫刻作品のように固体でもなく、変化を続けるプロセスとしての彫刻を表現している。素材には純水が使われており、彫刻そのものの中に入って体験することを中谷は意図している。
中谷は、当初はドライアイスやアンモニアガス、塩素ガスなどで雲を作る試行錯誤を行なっていた。E.A.T.のメンバーとして万博のペプシ館のパビリオンに参加した際、噴霧装置の開発者であるトム・ミーの協力を得て、1969年に水を使った噴霧装置を実現した。16ミクロンのノズルから70気圧で水を噴射して針に衝突させ、20から30ミクロンの水の粒を作り出す。微細な水の粒が空気中に浮かび、霧として感知される仕組みになっている。霧の彫刻は1970年の万博で初展示され、ペプシ館のパビリオンを霧で覆った。直径27メートルの建物全体を覆う霧を作る技術は、それまでは確立されておらず、この成功で霧の彫刻は中谷の代表的なシリーズになっていった。
霧の彫刻や、自然と美の関係について、中谷は以下のように書いている。
霧の彫刻は、美術館や公園などの公共空間を主な展示場所とする。東九条の北河原住宅跡地のように、日本の多文化共生を考える上で重要な地域も選ばれた。常設展示は、キャンベラ、立川市、加賀市、ビルバオ、サンフランシスコ、ボストン、長野市などで体験できる。舞踏や音楽など他ジャンルの芸術家との共同制作や共演もあり、トリシャ・ブラウン、ビル・ヴィオラ、坂本龍一、田中泯、KTLらと発表している。特に2000年代からは、ダムタイプのメンバーでもある高谷史郎との共作が増えている。
父の宇吉郎と関連づける展示もあり、中谷宇吉郎雪の科学館では、宇吉郎が研究をしたグリーンランドから石を運んで『グリーンランド氷河の原』（1994年）を展示した。また、銀座エルメスを会場にした『グリーンランド : 中谷芙二子+宇吉郎』（2017年-2018年）では、宇吉郎の業績を紹介するともに屋内用の霧の彫刻を展示した。

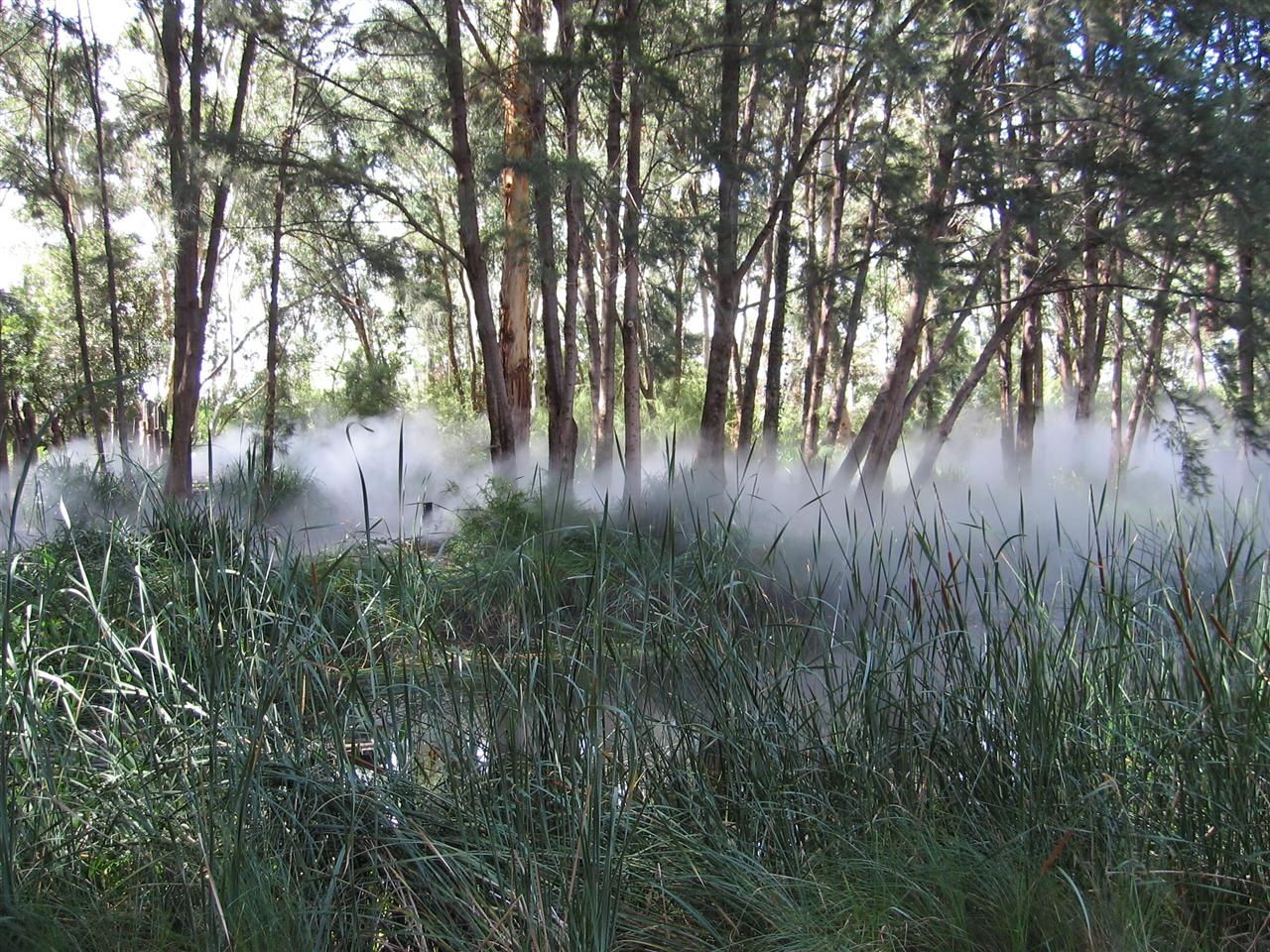
NGAの『砂漠の霧微気象圏』（1983年）
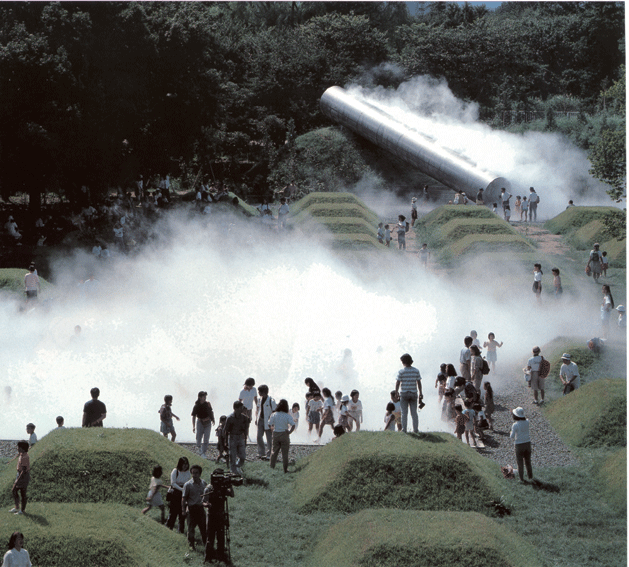
昭和記念公園の『霧の森』（1992年）
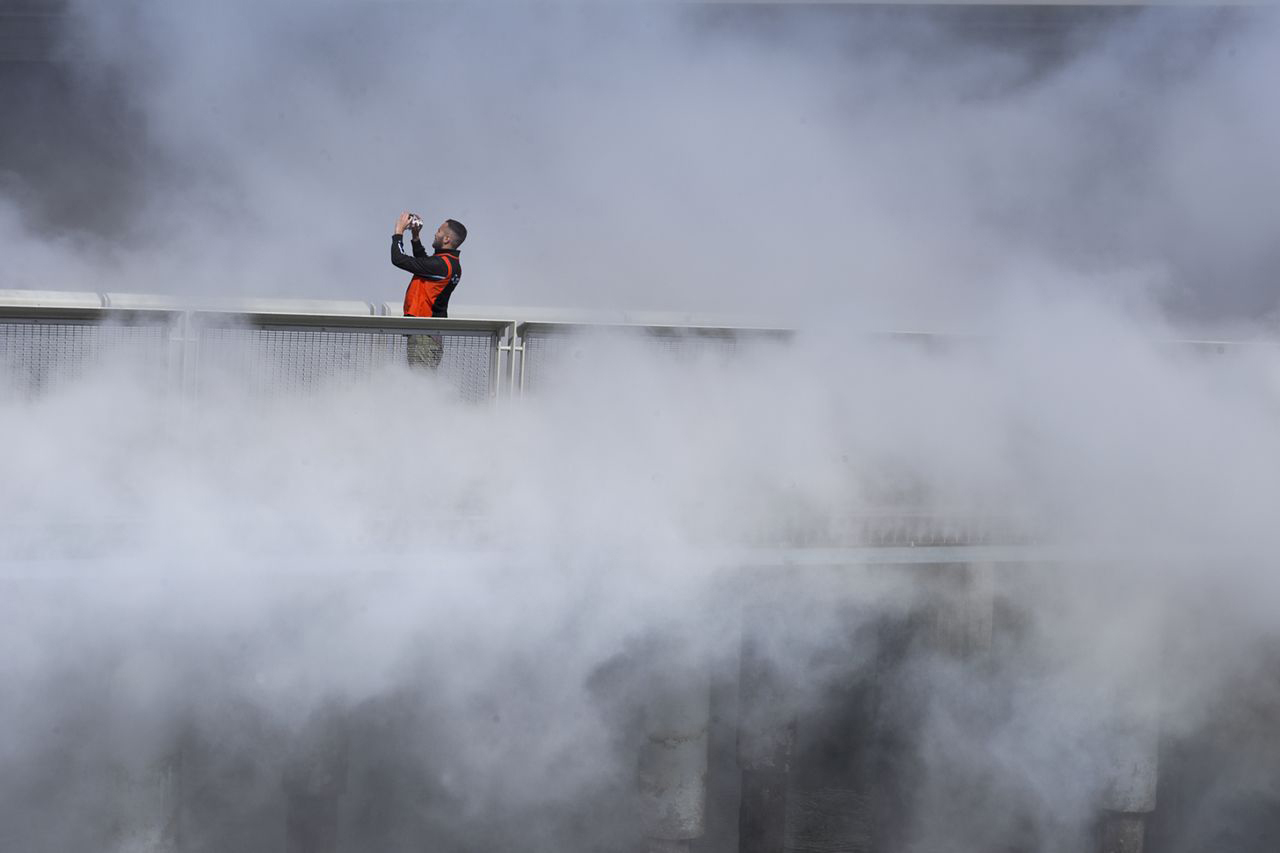
エクスプロラトリアムの『フォッグ・ブリッジ』（2013年）
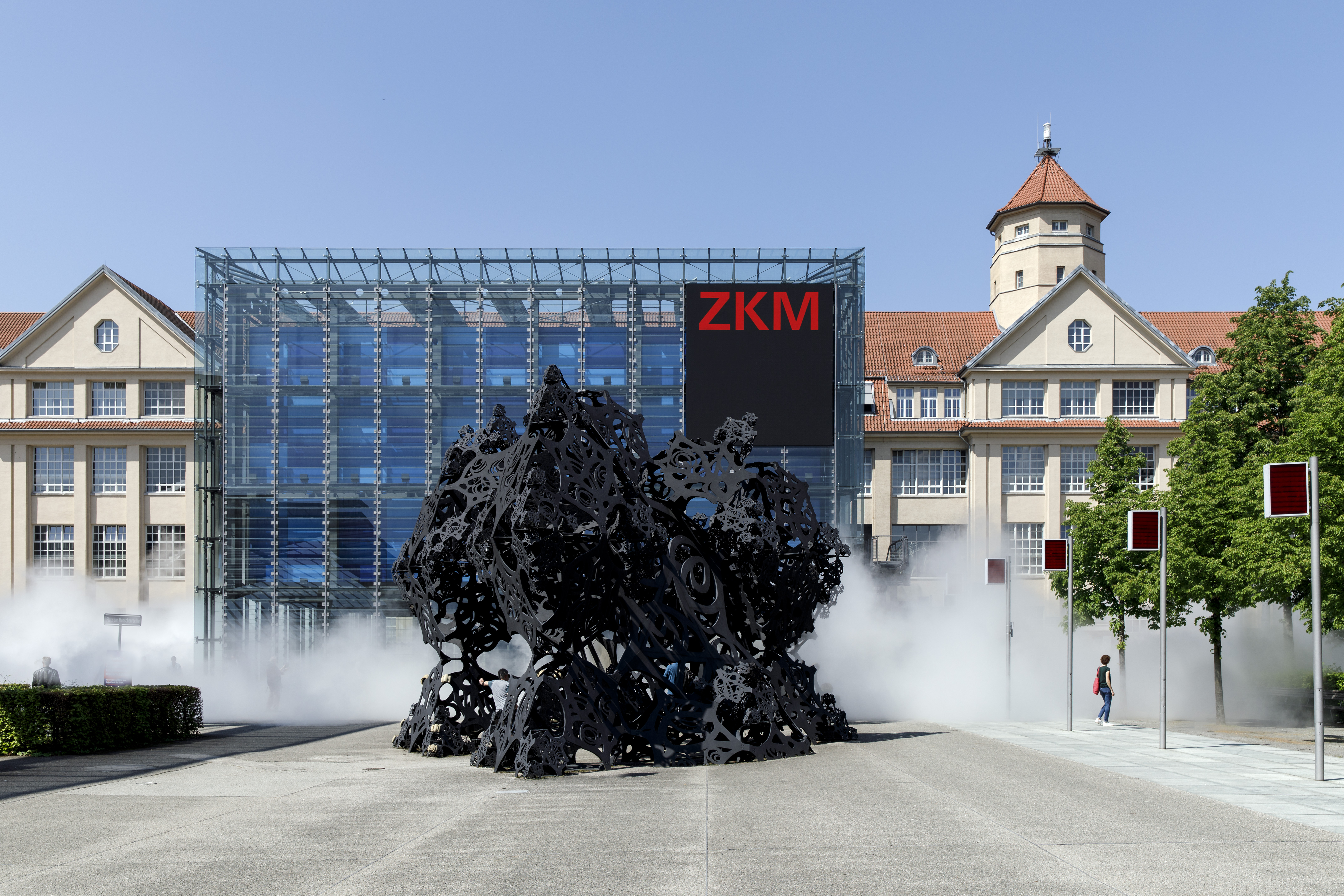
ZKMの『CLOUD WALK』（2019年）

### メディア・アート
中谷は環境問題と同様に、メディア・エコロジーの問題に関心を持ち、メディア・アートの活動を行なった。ポータブルなビデオ機器の登場は、それまでの中央集権化されたテレビ放送に対して、個人が情報を発信する可能性を与えた。『ゲリラ・テレビジョン』（後述）の翻訳者あとがきで、中谷は以下のように書いた。

#### 『ユートピアQ&A』（1971年）
1971年に、パリ・コミューン成立100周年として、ストックホルム近代美術館で「ユートピア＆ヴィジョンズ 1871-1981」が開催された。参加を要請されたE.A.T.は、都市を通信でつなぐプロジェクトとして『ユートピアQ&A』を開催し、メンバーとして中谷も参加した。国際通信が高価で一般的ではなかった時代に、国を越えた自由な個人の対話を目的とし、技術にはテレックスを使用した。会場はストックホルム、ニューヨーク、ボンベイ、東京の4都市となり、東京会場は銀座ソニービル4階の富士ゼロックスのショールームとなった。
会話のテーマは「10年後＝あなたも生きている未来」で、10年後を考える質問と回答の形式で行われた。テレックスで質問を他の会場に送り、受け取った会場で翻訳され、集めた回答は当日のうちに各地に返送された。この会話は1ヶ月間続いて400以上のQ&Aがやりとりされ、中谷や小林はくどう、森岡侑士らによって東京は最も活発な会場となった。『ユートピアQ&A』は個人と個人をグローバルに結ぶ試みとして、インターネットやソーシャル・ネットワーク・サービス（SNS）の先駆けとも評価されている。

#### ビデオ・アート
『ユートピアQ&A』開催後に、ビデオ作家のマイケル・ゴールドバーグがカナダから来日した。ゴールドバーグはビデオを開発した国である日本で、そのメディウムを使った芸術がどのようなものか関心を持っていた。中谷はE.A.T.を通じてゴールドバーグと会い、山口勝弘らと協働してビデオ・アート作品を制作するために芸術家に呼びかけ、ビデオ撮影のワークショップが行われた。
『水俣病を告発する会 - テント村ビデオ日記』（1972年）
中谷はゴールドバーグとの出会いをきっかけにビデオを使うようになった。そしてディスコミュニケーションをテーマとした作品を考え、撮影現場には公害病である水俣病の抗議活動を選んだ。当時、水俣病患者の支援団体「水俣病を告発する会」は、チッソ本社がある三菱重工のビル前で抗議の座り込みを行なっていた。中谷は座り込みの参加者を撮影し、撮影した動画を抗議活動の参加者に見せた。抗議活動の参加者は、自分たちが映る姿を見せてもらったのは初めてだったと言い、喜んだ。中谷はビデオのフィードバックの有効性を学び、この作品は2月に開催された「ビデオ・コミュニケーション Do It Yourself Kit」展で展示された。
『老人の知恵＝文化のDNA』（1973年）
中谷は、ソニービルで開催される「cybernetic ARTRIP ’73」というアート展で作品を依頼された。中谷は、小林はくどうや森岡侑士との活動を通して、知識を資源としてとらえ、文化や知恵の伝達をビデオとコンピュータで行う方法を考えた。そして、文化の継承、知恵の記録・共有というテーマで老人にインタビューをして、その内容をアーカイブにすることを企画した。老人が選ばれたのは、利益や消費の観点からは疎外されがちな人々の知恵を集めるという意図があった。
中谷は、小林や森岡らと老人ホームでインタビューを行い、25時間分の映像を撮影した。1973年当時の技術では、アーカイブへのランダムアクセスは不可能だったため、映像をテーマ別に整理して展示した。
『風にのって一本の線を引こう』（1973年）
自然を観察した作品として、クモが巣を作るまでのプロセスを撮影した『風にのって一本の線を引こう』がある。自然をありのままに撮ることを目的とし、巣が完成するまでの全体が収録できるまで何度も撮影した。
『卵の静力学』（1973年）、『コーディネーション：右手／左手』（1979年）、『総持寺』（1979年）
身体動作に注目した作品として、中谷自身が2個の卵を同時に立てるまでの11分間の試行錯誤を撮影した『卵の静力学』（1973年）や、鉛筆を削る手の動きを撮影した『コーディネーション：右手／左手』（1979年）、そして禅の経典を読む修行僧の動きを撮影した『総持寺』（1979年）などがある。

#### 『ゲリラ・テレビジョン』翻訳（1974年）
メディア・アクティビストのマイケル・シャンバーグとレインダンス・コーポレーションは、1971年に『ゲリラ・テレビジョン』という本を出版した。これは政治における権力や経済における大資本と結びついたマスメディアに対し、草の根活動の多様なビデオ文化の普及を目的とした実践書だった。ビデオの使い方を説明するマニュアルと、メディアのシステムを分析したメタ・マニュアルの部分に分かれており、カウンター・カルチャー、人工知能学、ドラッグ・カルチャーの発想やスタイルで書かれていた。中谷は、日本においても権力、資本、メディアに同様な関係があると考え、1974年に『ゲリラ・テレビジョン』を翻訳した。

### 芸術家の支援
中谷はE.A.T.をはじめとして芸術家と科学者をつなげる活動を行い、株式会社プロセス・アートを設立したほか、芸術家を支援する活動を行なった。
ビデオひろば（1972年 - 1975年）
マイケル・ゴールドバーグの提唱により、1972年に銀座ソニービルで「ビデオ・コミュニケーション Do It Yourself Kit」展が開催された。これが日本初のビデオ・アート展となった。ビデオ作家の活動が日本でも始まり、アーティスト・グループ「ビデオひろば」が設立された。設立メンバーは中谷の他に山口勝弘、小林はくどう、かわなかのぶひろ、東野芳明らで、山本圭吾、松本俊夫、宮井陸郎らが加わった。
ビデオひろばのオフィスは新橋にあり、ゆるやかなグループとしてプロジェクトを企画した。ビデオ・アート制作のために、小型ビデオ機材であるポータパックなどの貸し出しも可能だった。メンバーは、マスメディアの映像報道について批判的であり、フィードバックがない一方向のメディア報道を「情報」と呼び、「ビデオ・コミュニケーション」とは区別した。中谷はビデオひろばの活動を通して、日本のビデオアートを国外に紹介した。
ビデオギャラリーSCAN（1980年 - 1992年）
中谷はビデオひろばの活動で、ビデオ作家のナム・ジュン・パイクや、Electronic Arts Intermix（E.A.I.）のハワード・ワイズらと交流した。中谷はE.A.I.のビデオ作品の日本配給権を得て、日本初のビデオ・アート専門ギャラリーとして1980年に「ビデオギャラリーSCAN」を設立した。
ビデオギャラリーSCANでは、ビデオ・アーティストの個展、ニューヨークのアートやアンダーグラウンドなシーンのビデオレポート上映などが行われた。1981年からは日本の若手作家の公募展が始まり、作家を輩出した。個展シリーズの「SCAN FOCUS」もあり、さまざまなイベントを通してインディペンデントなビデオ・アートの拠点として世界的に知られた。1987年には「JAPAN 87 国際ビデオ・テレビ・フェスティバル」が開催され、芸術関係者のほかにもエンジニア、テレビ関係者、学者などが参加して1992年まで継続し、芸術家が活躍する下地となった。

## 主な展示
- 『霧の彫刻、ペプシ館』、日本国博覧会、1970年
- 『霧の森』昭和記念公園、立川市、1992年 - 常設
- 『横浜トリエンナーレ』、横浜市、2008年
- 『Freedom Fog』、レピュブリック広場、パリ、2013年
- 『札幌国際芸術祭』、札幌芸術の森、2014年
- 『グリーンランド』、銀座エルメス、2017年12月22日 - 2018年3月4日
- 『霧の抵抗』、水戸芸術館現代美術ギャラリー、2018年10月27日 - 2019年1月20日

## 受賞・栄典
- 吉田五十八賞特別賞（1993年）[56]
- 第12回文化庁メディア芸術祭功労賞（2008年）[57]
- 第8回円空大賞（2015年）
- フランス芸術文化勲章コマンドゥール（2017年）[58]
- 高松宮殿下記念世界文化賞（2018年）[59]
- 文化庁長官表彰（2020年）[60]
- 文化功労者（2022年）[61]
- ウルフ賞芸術部門（2023年）[62]
- 旭日中綬章（2024年）[63][64]

## ドキュメンタリー
- 日曜美術館「天にささげる“霧” 霧の彫刻家・中谷芙二子」（2023年9月3日、NHK Eテレ）[65]